# Кузьменок Володимир Володимирович
Володимир Володимирович Кузьменок (нар. 20 березня 1950, село Крюки, тепер Брагінського району Гомельської області, Білорусь) — радянський та російський профспілковий діяч, заступник голови Загальної конфедерації професійних спілок СРСР, заступник голови Федерації незалежних профспілок Росії; голова Російського фонду профспілкового майна.

## Біографія
У 1970 році закінчив Калінінградське морехідне училище. Служив матросом на кораблях Калінінградської бази експедиційного флоту СРСР. Потім працював другим та старшим помічником капітана. Член КПРС.
У 1980—1987 роках — капітан-директор на кораблях Калінінградської бази тралового флоту.
У 1985 році закінчив Калінінградське вище інженерне морське училище.
У 1987—1988 роках — капітан корабля Народної Республіки Анголи.
У 1988 році переведений на штатну партійну посаду. У 1988—1989 роках — секретар партійного комітету виробничого об'єднання «Калінінградрибпром».
У 1989—1990 роках — голова ЦК профспілки працівників рибного господарства СРСР.
27 жовтня 1990 — 16 квітня 1992 року — заступник голови Загальної конфедерації професійних спілок СРСР та голова фонду профспілкового майна.
З 1992 року — заступник голови Федерації незалежних профспілок Росії; голова Російського фонду профспілкового майна.
Подальша доля невідома.

## Нагороди
- орден Дружби народів